# Романович Теофіля Теодорівна
Теофіля Теодорівна Романо́вич, справжнє прізвище Рожанковська, у шлюбі Коралевич (16 травня 1842 — 16 січня 1924, Чернівці) — українська драматична акторка і організаторка театру родом з Галичини.

## Біографія
Сестра — Марія Романович, акторка. 
Дебютувала 1867 в трупі О. Бачинського у Тернополі, згодом у Кам'янці-Подільському.
З 1869 в трупі А. Моленцького, 1873 мала власну трупу і з нею виступала на східних українських землях і в Росії.
У 1874–1880 — очільниця театру товариства «Руська Бесіда» у Львові, для якого приєднала найкращі акторські сили (зокрема М. Кропивницького, 1875).
В 1881–1883 мала знову власну антрепризу.
1883 — 1885 виступала на сцені Першого Руського Драматичного Товариства у Чернівцях, після чого разом з чоловіком М. Коралевичем (на сцені Душинський) покинула театр.
Як акторка відзначалася у ролях старих жінок і цокотух:
- Сваха («Одруження» М. Гоголя),
- Стеха («Назар Стодоля» Т. Шевченка),
- Одарка («Сватання на Гончарівці» Г. Квітки-Основ'яненка),
- Терпелиха («Наталка Полтавка» І. Котляревського) та ін.

Була одружена з українським актором Михайлом Коралевичем.
Померла і похована в Чернівцях.